# Aldeanueva de San Bartolomé
Aldeanueva de San Bartolomé è un comune spagnolo di 556 abitanti situato nella comunità autonoma di Castiglia-La Mancia.